# Eudamida II
Eudamida II (in greco antico: Εὐδαμίδας?, Eudamìdas; IV-III secolo a.C. – 244 a.C.) fu re di Sparta della dinastia degli Euripontidi dal 275 al 244 a.C..

## Biografia
Figlio di Archidamo IV, alla morte di questi salì sul trono euripontide di Sparta e sposò Agesistrata, sua zia (sorella del padre), dalla quale ebbe due figli, Agide IV e Archidamo V, che entrambi salirono al trono in momenti successivi.
Gli storici antichi non riportano molte notizie di questo re, del quale Plutarco accenna brevemente nella Vita di Agide.